# Girl Haunts Boy

Girl Haunts Boy (Chica busca chico en español) es una película de fantasía romántica estadounidense de 2024 dirigida por Emily Ting y protagonizada por Peyton List y Michael Cimino.

## Trama
En la década de 1920, la enérgica adolescente Bea Jenkins (Peyton List) visita el Museo del Valle Espectral durante una excursión escolar. Atraída por un misterioso anillo de perla en una exposición restringida, se cuela en una sección cerrada para examinarlo. Antes de poder devolverlo, un guardia de seguridad la descubre. Para evitar el castigo, intenta distraerlo y huye del museo. Trágicamente, es atropellada por un coche y muere en el acto. Sin saberlo, el anillo está maldito y su espíritu queda ligado a él, dejándola atormentando la casa familiar durante casi un siglo.
En la actualidad, Cole Sanchez (Michael Cimino), de 17 años, se muda a la antigua casa de Bea con su madre tras la muerte de su padre. Mientras explora su nueva habitación, Cole encuentra el anillo de perla. Al ponérselo, comienza a experimentar sucesos sobrenaturales y finalmente se encuentra con el fantasma de Bea. Inicialmente asustado, Cole se intriga por Bea, y ambos forjan una improbable amistad. A medida que se acercan, Bea anima a Cole a redescubrir su pasión por la música, que había abandonado debido al dolor.
Con la ayuda de su compañera de clase Lydia, Cole descubre que el anillo forma parte de un par maldito. La maldición establece que quien separe los anillos estará condenado a morir violentamente y su espíritu quedará atrapado hasta que se reúnan. A pesar de sus sentimientos por Bea, Cole comprende que ella merece paz y la ayuda a recuperar el segundo anillo.
Una vez reunidos los anillos, la maldición se rompe, no enviando a Bea al más allá, sino transportándola a su propia época, en la década de 1920. En los momentos finales, Cole encuentra un viejo álbum de fotos que revela que Bea vivió una vida plena y feliz, convirtiéndose en piloto, casándose y envejeciendo rodeada de su familia. Aunque entristecido por su partida, Cole encuentra un cierre y un renovado propósito.

## Elenco
- Michael Cimino como Cole Sánchez
- Peyton List como Bea
- Phoebe Holden como Lydia Anderson
- Andrea Navedo como Catarina Sánchez

## Recepción
La película tiene una calificación del 92% en Rotten Tomatoes basada en 12 reseñas. Jennifer Borget de Common Sense Media le otorgó a la película tres estrellas de cinco. Matt Mahler de MovieWeb le dio a la película una calificación de 3 de 5.